# مقاطعة غوشين (وايومنغ)
مقاطعة غوشين (بالإنجليزية: Goshen County)‏ هي إحدى مقاطعات ولاية وايومنغ في الولايات المتحدة الأمريكية.

## المناخ
يظهر الجدول التالي التغييرات المناخية على مدار السنة لمقاطعة غوشين:
| البيانات المناخية لـمقاطعة غوشين                                | البيانات المناخية لـمقاطعة غوشين | البيانات المناخية لـمقاطعة غوشين | البيانات المناخية لـمقاطعة غوشين | البيانات المناخية لـمقاطعة غوشين | البيانات المناخية لـمقاطعة غوشين | البيانات المناخية لـمقاطعة غوشين | البيانات المناخية لـمقاطعة غوشين | البيانات المناخية لـمقاطعة غوشين | البيانات المناخية لـمقاطعة غوشين | البيانات المناخية لـمقاطعة غوشين | البيانات المناخية لـمقاطعة غوشين | البيانات المناخية لـمقاطعة غوشين | البيانات المناخية لـمقاطعة غوشين |
| الشهر                                                           | يناير                            | فبراير                           | مارس                             | أبريل                            | مايو                             | يونيو                            | يوليو                            | أغسطس                            | سبتمبر                           | أكتوبر                           | نوفمبر                           | ديسمبر                           | المعدل السنوي                    |
| --------------------------------------------------------------- | -------------------------------- | -------------------------------- | -------------------------------- | -------------------------------- | -------------------------------- | -------------------------------- | -------------------------------- | -------------------------------- | -------------------------------- | -------------------------------- | -------------------------------- | -------------------------------- | -------------------------------- |
| الدرجة القصوى °ف (°م)                                           | 70 (21)                          | 75 (24)                          | 85 (29)                          | 91 (33)                          | 100 (38)                         | 105 (41)                         | 111 (44)                         | 105 (41)                         | 101 (38)                         | 92 (33)                          | 83 (28)                          | 77 (25)                          | 111 (44)                         |
| متوسط درجة الحرارة الكبرى °ف (°م)                               | 39.5 (4.2)                       | 45.0 (7.2)                       | 52.0 (11.1)                      | 61.2 (16.2)                      | 71.0 (21.7)                      | 82.4 (28.0)                      | 89.1 (31.7)                      | 87.3 (30.7)                      | 77.7 (25.4)                      | 65.4 (18.6)                      | 49.2 (9.6)                       | 41.0 (5.0)                       | 63.4 (17.5)                      |
| المتوسط اليومي °ف (°م)                                          | 24.9 (−3.9)                      | 30.0 (−1.1)                      | 37.5 (3.1)                       | 46.0 (7.8)                       | 56.2 (13.4)                      | 66.3 (19.1)                      | 72.3 (22.4)                      | 70.2 (21.2)                      | 59.8 (15.4)                      | 47.6 (8.7)                       | 34.0 (1.1)                       | 26.2 (−3.2)                      | 47.6 (8.7)                       |
| متوسط درجة الحرارة الصغرى °ف (°م)                               | 10.3 (−12.1)                     | 14.9 (−9.5)                      | 23.0 (−5.0)                      | 30.7 (−0.7)                      | 41.3 (5.2)                       | 50.2 (10.1)                      | 55.5 (13.1)                      | 53.1 (11.7)                      | 41.9 (5.5)                       | 29.7 (−1.3)                      | 18.8 (−7.3)                      | 11.3 (−11.5)                     | 31.7 (−0.2)                      |
| أدنى درجة حرارة °ف (°م)                                         | −39 (−39)                        | −33 (−36)                        | −26 (−32)                        | −17 (−27)                        | 11 (−12)                         | 29 (−2)                          | 39 (4)                           | 32 (0)                           | 14 (−10)                         | −9 (−23)                         | −23 (−31)                        | −43 (−42)                        | −43 (−42)                        |
| الهطول إنش (مم)                                                 | 0.31 (7.9)                       | 0.40 (10)                        | 0.70 (18)                        | 1.68 (43)                        | 2.54 (65)                        | 2.09 (53)                        | 1.78 (45)                        | 1.19 (30)                        | 1.27 (32)                        | 0.95 (24)                        | 0.57 (14)                        | 0.36 (9.1)                       | 13.84 (351)                      |
| متوسط تساقط الثلوج إنش (سم)                                     | 4.8 (12)                         | 4.9 (12)                         | 4.9 (12)                         | 3.2 (8.1)                        | 0.1 (0.25)                       | 0.0 (0.0)                        | 0.0 (0.0)                        | 0.0 (0.0)                        | 0.4 (1.0)                        | 2.1 (5.3)                        | 4.8 (12)                         | 6.8 (17)                         | 32 (79.65)                       |
| متوسط أيام هطول الأمطار (≥ 0.01 inch)                           | 4.3                              | 3.5                              | 5.3                              | 7.5                              | 9.8                              | 8.7                              | 7.6                              | 6.3                              | 5.9                              | 4.7                              | 4.0                              | 3.9                              | 71.5                             |
| متوسط الأيام المثلجة (≥ 0.1 inch)                               | 3.8                              | 2.8                              | 2.5                              | 1.3                              | 0.2                              | 0.0                              | 0.0                              | 0.0                              | 0.2                              | 0.8                              | 2.4                              | 3.6                              | 17.6                             |
| المصدر #1: NOAA (normals, 1971–2000)                            |                                  |                                  |                                  |                                  |                                  |                                  |                                  |                                  |                                  |                                  |                                  |                                  |                                  |
| المصدر #2: The Weather Channel (Records) NOAA NNDC Climate Data |                                  |                                  |                                  |                                  |                                  |                                  |                                  |                                  |                                  |                                  |                                  |                                  |                                  |